# هاسدورف ۲۴۹۴۷
سیارک ۲۴۹۴۷ (به انگلیسی: 24947 Hausdorff، نامگذاری:1997NU1) بیست و چهار هزار و نهصد و چهل و هفتمین سیارک کشف شده‌است که در ۷ ژوئیه ۱۹۹۷ کشف شد.
قدر مطلق سیارک برابر ۱۹.۵ است.